# Herbert Strabel
Herbert Strabel (Berlin, 14 de octubre de 1927 - Holzkirchen, 21 de octubre de 2017) fue un director artístico alemán.

## Biografía
Herber Strabel estudió en Preußischen Staatstheater hasta su cierre en 1944, después de enrolarse en la Wehrmacht. De 1945 a 1949, estuvo prisionero en la URSS, aunque empezó a trabajar como decorador en el Teatro de Petrozavodsk.
A su vuelta a Alemania retoma sus estudios de teatro en Berlín. En 1953, comienza a trabajar regularmente con Rolf Zehetbauer. En la década de los 60, Strabel se trasladó a Munich, donde entró en el mundo del cinecomo decorador. Su gran éxito llegó con Cabaret, con la que llegaron otras producciones tanto alemanas como extranjeras trabajando para nombres como los de Rainer Werner Fassbinder y Wolfgang Petersen.

## Filmografía
- 1972: Cabaret de Bob Fosse
- 1977 : El huevo de la serpiente (Das Schlangenei) de Ingmar Bergman
- 1978: Objetivo: Patton (Brass Target) de John Hough
- 1978: Desesperación (Despair - eine Reise ins Licht) de Rainer Werner Fassbinder
- 1981: Lili Marleen de Rainer Werner Fassbinder
- 1982: Fuga de noche (Night Crossing) de Delbert Mann
- 1984: La historia interminable (Die unendliche Geschichte) de Wolfgang Petersen
- 1984: Enemigo mío (Enemy Mine) de Wolfgang Petersen

## Premios y distinciones
Premios Óscar
| Año  | Categoría               | Película | Resultado |
| ---- | ----------------------- | -------- | --------- |
| 1973 | Mejor dirección de arte | Cabaret  | Ganador   |